# Giunzione ibrida
Una giunzione ibrida è un componente passivo a 4 porte il cui funzionamento consiste nel distribuire, sulle due porte d'uscita, una combinazione della potenza ricevuta sulle due porte d'ingresso.
Alcuni tipi di giunzioni possono sfasare il segnale in uscita, in genere vengono progettati dispositivi in grado di sfasare il segnale d'uscita sulle porte di 90° o 180°.

## Proprietà
Una giunzione ibrida ha le seguenti proprietà:
- Le porte sono tutte adattate
- Una delle porte è isolata dall'ingresso
- La potenza in ingresso è divisa equamente sulle due uscite.

## Applicazioni
La giunzione ibrida è stata inizialmente progettata per l'utilizzo nell'ambito della telefonia (per poter utilizzare una sola coppia di fili per la trasmissione e la ricezione, permettendo un funzionamento duplex). In seguito, la giunzione ibrida ha avuto una rapida evoluzione fino ad esser usata in qualunque tipo di circuito a microonde
Alcuni esempi di giunzioni ibride sono:
- L'anello ibrido (rat race)
- T Magico
- Accoppiatore direzionale da 3 dB
- Accoppiatore a diramazione (accoppiatore con branch-line)

Tali componenti vengono usati all'interno di comparatori monopulse, mixer, modulatori e circuiti per sistemi radar a phased array.